# Heinrich Leopold Stiehler
Heinrich Leopold Stiehler, Pseudonym: Leupold H. Leupold, (* 28. November 1829 in Dresden; † 10. Mai 1913 ebenda) war ein deutscher Lehrer, Schriftsteller und Redakteur.

## Leben
Er wurde auf den Scheunenhöfen im Scheunenhofviertel in der Leipziger Vorstadt von Dresden geboren. Nach Schulbesuch und Studium wirkte der aus der sächsischen Residenzstadt Dresden stammende Stiehler ab 1850 als Lehrer in seiner Heimatstadt. 1863 wurde er zum Oberlehrer an der Töchterschule zum Frauenschutz in Dresden-Antonstadt befördert.
In seiner Freizeit schrieb er mehrere Erzählungen, die teilweise in Druck veröffentlicht wurden. Besondere Bekanntheit erlangte er durch seinen Stadtführer von Dresden, seine Museen und seine Umgebungen, der bei Meinhold ab 1865 in mehreren Auflagen erschien. Unter Pseudonym verfasste er das 1860 oder 1861 in Dresden erschienene zweibändige Wanderbuch durch Sachsen und die Nachbarlande. Eine Heimathskunde sowie ein Rathgeber für frohe Wanderer.
Hohe Verbreitung als Lehrbuch für evangelische Volksschulen Norddeutschlands fand auch sein voluminöser Band Das Königreich Sachsen in geschichtlichen und geographischen Bildern, der 1870 in Schleswig erschien.
Außerdem redigierte Heinrich Leopold Stiehler in den Jahren von 1863 bis 1874 elf Jahrgänge der Zeitschrift Die Kinderlaube. Illustrirte Monatshefte für die deutsche Jugend, die in Dresden erschien.
Im fortgeschrittenen Alter befasste er sich intensiv mit Friedrich Schiller und gab 1902 eine neue Biographie über ihn heraus.

## Schriften (Auswahl)
- Thiergeschichten aus alter und neuer Welt, Dresden, 1859.
- Deutsche Sterne. Bilder zur Belebung vaterländischen Sinnes deutscher Jugend vorgeführt, Erster Band, Dresden, o. J. [um 1860]
- Wanderbuch durch Sachsen und die Nachbarlande. Eine Heimathskunde sowie ein Rathgeber für frohe Wanderer, 2. Bände, Dresden, o. J. [um 1860/61].
- Meinholds Führer durch Dresden, seine Museen und seine Umgebungen 1–10. Aufl., Dresden, 1865–1874.
- Großvaters Plauderstunden, 3. Auflage, Dresden, 1862.
- Zum Feierabende, 2 Bände, Dresden, 1856.
- Feldmarschall Blücher und der deutsche Befreiungskrieg. Gedenkschrift an die großen Tage der Erhebung vor 50 Jahren, Dresden, 1863.
- Der Weihnachtsbaum. Ausgewählte Erzählungen für die reifere Jugend, Dresden, 1869.
- Das Königreich Sachsen in geschichtlichen und geographischen Bildern. (Vaterländisches Lesebuch für die evangelischen Volksschulen Norddeutschlands von Keck und Johannsen.) Schleswig, 1870.
- Schillers Leben und Wirken, Dresden 1902.